# تيس غالاغير
تيس غالاغير (بالإنجليزية: Tess Gallagher)‏ هي مقالاتية وكاتِبة وشاعرة أمريكية، ولدت في 21 يوليو 1943 في بورت أنجلوس في الولايات المتحدة.

## وصلات خارجية
- تيس غالاغير على موقع الموسوعة البريطانية (الإنجليزية)
- تيس غالاغير على موقع ميوزك برينز (الإنجليزية)